# 죽산중학교
죽산중학교(竹山中學校)는 대한민국 경기도 안성시 죽산면 죽산리에 있는 공립 중학교이다.

## 학교 연혁
- 1952년 4월 3일 : 명륜고등공민학교 죽산분교 설치
- 1953년 12월 18일 : 명륜중학교 죽산 분교로 승격
- 1954년 1월 23일 : 죽산중학교 3학급 인가
- 1954년 4월 19일 : 초대 류기형 교장 취임
- 1954년 4월 23일 : 제1회 입학식(개교)
- 1973년 1월 26일 : 21학급 인가
- 1976년 12월 30일 : 본관 30교실 완공
- 1979년 3월 10일 : 중학교 • 고등학교 분리
- 2022년 3월 1일 : 죽산중 • 고등학교 통합 운영
- 2023년 3월 1일 : 제32대 유광종 교장 취임
- 2023년 10월 26일 : IB후보 학교 선정
- 2024년 1월 10일 : 제70회 40명 졸업 (졸업생 총수 12,543명)
- 2024년 3월 4일 : 신입생 40명 입학

## 참고 자료
- 죽산중학교 - 한국교육학술정보원 학교알리미